# F. C. Kairat Almaty
El FC Kairat Almaty (en kazajo: Қайрат Алматы Футбол Клубы) es un club de fútbol de Almatý, Kazajistán. El club, fundado en 1954, cuenta con dos Ligas de Kazajistán y cinco Copas. Disputa sus partidos como local en el Estadio Central y actualmente juega en la Liga Premier de Kazajistán. Los colores actuales del club son el amarillo y el negro, aunque anteriormente predominaron el blanco y azul.
El Kairat fue el principal equipo kazajo durante la era soviética, el único club que compitió en la Soviet Top Liga, y ganar la Primera Liga Soviética (segundo nivel de la competencia) en 1976 y 1983. El equipo en 1986 estaba situado séptimo en la clasificación histórica de la primera división soviética, ya que pasó 24 temporadas en la liga superior soviética, el récord de un equipo de Asia Central. Durante la existencia de la Unión Soviética, Kairat era parte de las Sociedades Deportivas Voluntarias de la URSS. El Kairat es considerado uno de los clubes de fútbol más populares de Kazajistán.

## Historia
El club, al igual que muchos otros clubes de la Unión Soviética, pasaron por una serie de cambios de nombre en su historia. Originalmente fueron conocidos como Dynamo Almaty cuando fue fundado en 1952, antes de cambiar en 1954 a Lokomotiv Almaty y, posteriormente, Urozhai Almaty, antes de instaurarse el de Kairat.
El Kairat fue el equipo kazajo líder durante la era soviética, el único club que compitió en la Soviet Top Liga y ganó la Primera Liga Soviética (la segunda división) en 1976 y 1983. El equipo alcanzó su mejor puesto histórico en la Soviet Top Liga en 1986 cuando alcanzó el séptimo puesto y en total pasó 24 temporadas en la división soviética superior, el récord para un equipo de Asia Central. Durante la existencia de la Unión Soviética, el Kairat Almaty formó parte de la Sociedad Voluntaria Deportiva Kairat.
Al final de la temporada 2006, el patrocinador principal del club, Kazakhstan Temir Zholy —la Empresa Nacional de Ferrocarriles—, retiró su patrocinio. Esto precipitó una crisis financiera que se extendió hasta el inicio de la temporada 2007. En consecuencia, la mayoría de los jugadores del club pasaron a otros equipos. El club comenzó la temporada 2007 con un equipo inexperto y muy joven.
En julio de 2007, un grupo de inversores privados, encabezados por Askhat Akilbekov, se hizo cargo del club llevando a cabo nuevos fichajes para la plantilla. El club se clasificó a los cuartos de final de la Copa de Kazajistán, pero muy cerca del descenso, terminando en la decimotercera posición de la temporada. A principios de 2009, el club se declaró en quiebra y descendió administrativamente a la Primera División. En noviembre de 2009, el Kairat se proclamó campeón de la Primera División y ascendió, nuevamente, a la Liga Premier kazaja.
La empresa energética KazRosGas se convirtió, en 2012, en el principal propietario del club con una participación del 70% del accionariado del club. El Kairat se hizo en ese mismo año con el fichaje de Stuart Duff, el primer futbolista británico en jugar en Kazajistán. El entrenador español, José Pérez Serer, que llegó con los nuevos inversores, fue destituido y en su lugar llegó Vladimir Weiss.

## Rivalidades
Una de las grandes rivalidades históricas del Kairat fue la que mantuvo con el Pakhtakor Tashkent durante la época soviética, partido conocido popularmente como el Derbi de Asia Central (en ruso: Среднеазиатское дерби, Sredneaziatskoye derbi). Este enfrentamiento fue un evento deportivo muy importante para estos dos equipos, al que asistían necesariamente altos funcionarios. Era parte de una confrontación más amplia a todos los niveles que surgieron en la mitad del siglo XX, entre Kazajistán y Uzbekistán. Las dos repúblicas soviéticas dominaron la parte asiática de la Unión Soviética y las relaciones entre ellos era un elemento muy importante de la política de Moscú en Asia Central. De ello se desprende una clara jerarquía de la representación de las dos repúblicas en la nomenclatura del partido de la Unión Soviética: el Primer secretario de Kazajistán, por regla general, fue miembro del Buró Político del Comité Central del PCUS y el Primer secretario de Uzbekistán era un miembro candidato del Politburó.
Los equipos se enfrentaron por primera vez en 1938 en un partido por la Copa de la Unión Soviética, cuando en ese momento el nombre de ambos era Dynamo. Los kazajos ganaron 5-2. El primer derbi en el campeonato de liga de la Unión Soviética, en ese momento llamado "Clase A", tuvo lugar el 25 de septiembre de 1960, en Alma-Ata y el Kairat volvió a imponerse por un gol a cero. En total se enfrentaron entre sí en el campeonato soviético 60 veces, con 27 victorias para el Kairat y 20 para el Pakhtakor.

## Jugadores

### Jugadores destacados
- Yuri Shukanov
- Petar Shopov
- Mark Švets
- Evstaphiy Pechlevanidis
- Ali Aliyev
- Ruslan Baltiev
- Andrei Karpovich
- Vakhid Masudov
- Samat Smakov
- Sergey Timofeev
- Sergei Volgin
- Valeriy Yablochkin
- Vlado Danilov
- Ion Lutu
- Oleg Dolmatov
- Aleksandr Khapsalis
- Sergei Kvochkin
- Vladimir Niederhaus
- Leonid Ostroushko
- Timur Segizbayev
- Yuri Semin
- Sergei Stukashov
- Voit Talgaev
- Evgeni Yarovenko
- Gurban Berdiýew
- Jafar Irismetov
- Ľubomír Michalík
- Anatoliy Tymoshchuk

## Entrenadores
- Nikolai Starostin (1952-53)
- Pyotr Zenkin (1956-59)
- Nikolai Glebov (1960-63)
- Aleksandr Keller (1964-65)
- Vladimir Kotlyarov (1966)
- Aleksey Grinin (1967)
- Aleksandr Keller (1968)
- Andrey Chen Ir Son (1969)
- Aleksandr Sevidov (1970)
- Vladimir Korolkov (1971)
- Sergei Shaposhnikov (1972)
- Artyom Falyan (1973-74)
- Vsevolod Bobrov (1975)
- Stanislav Kaminskiy (1976)
- Timur Segizbayev (1976-79)
- Igor Volchok (1979-81)
- Yozhef Betsa (1982)
- Leonid Ostroushko (1982-86)
- Timur Segizbayev (1986-88)
- Leonid Ostroushko (1988)
- Stanislav Kaminskiy (1989)
- Timur Segizbayev (1990)
- Bakhtiyar Bayseitov (1990)
- Boris Stukalov (1991)
- Bakhtiyar Bayseitov (1992)
- Victor Katkov (1993)
- Kurban Berdyev (1994-95)
- Vakhid Masudov (1996-98)
- Vladimir Nikitenko (1999-00)
- Anatoli Chernov (2000)
- Vakhid Masudov (2001)
- Zlatko Krmpotić (2001-2002)
- Vladimir Gulyamkhaydarov (2003)
- Leonid Ostroushko (2003)
- Leonid Pakhomov (2004)
- Aleksei Petrushin (2004-2005)
- Bakhtiyar Bayseitov (2006)
- Täçmurad Agamuradow (2006)
- Sergey Klimov (2007)
- Vakhid Masudov (2007-2008)
- Sergei Volgin (2009-2010)
- Vladimir Nikitenko (2011)
- John Gregory (2011)
- Dmitriy Ogai (2012)
- José Pérez Serer (2012)
- Vladimír Weiss (2012-2015)
- Kakhaber Tskhadadze (2016-2017)
- Carlos Alós Ferrer (julio 2017–octubre 2018)
- Aleksey Shpilevsky (noviembre 2018–junio 2021)
- Kirill Keker (junio–agosto 2021)
- Kurban Berdyev (agosto 2021–junio 2022)
- Kirill Keker (junio 2022–abril 2024)
- Aleksandr Kerzhakov (mayo–septiembre 2024)
- Rafael Urazbakhtin (septiembre 2024–presente)

## Palmarés
- Liga Premier de Kazajistán: 4

1992, 2004, 2020, 2024
- Copa de Kazajistán: 10

1992, 1996, 1999, 2001, 2003, 2014, 2015, 2017, 2018, 2021
- Supercopa de Kazajistán: 3

2016, 2017, 2025
- Primera División de Kazajistán: 1

2009
- Primera Liga Soviética: 2

1976, 1983
- Copa de la Federación Soviética: 1

1988
- Copa de los Ferrocarriles Europeos: 1

1971

## Participación en competiciones europeas
- Liga Conferencia de la UEFA: 2

2021-22 y 2022-23.
- Liga Europa de la UEFA: 9

2002-03, 2006–07, 2014–15, 2015–16, 2016-17, 2017-18, 2018-19, 2019-20, 2020-21.
- UEFA Champions League: 3

2006, 2021 y 2026.

### Récord Europeo
| Competicion UEFA | Competicion UEFA              | Competicion UEFA  | Competicion UEFA         | Competicion UEFA | Competicion UEFA | Competicion UEFA | Competicion UEFA |
| Temporada        | Torneo                        | Ronda             | Club                     | Casa             | Visita           | Global           |                  |
| ---------------- | ----------------------------- | ----------------- | ------------------------ | ---------------- | ---------------- | ---------------- | ---------------- |
| 2002–03          | UEFA Cup                      | Clasificatoria    | Red Star Belgrade        | 0–2              | 0–3              | 0–5              |                  |
| 2005–06          | UEFA Champions League         | 1ª Clasificatoria | Artmedia Bratislava      | 2–0              | 1–4 (aet)        | 3–4              |                  |
| 2006–07          | UEFA Cup                      | 1ª Clasificatoria | Fehérvár                 | 2–1 (a)          | 0–1              | 2–2              |                  |
| 2014–15          | UEFA Europa League            | 1ª Clasificatoria | Kukësi                   | 1–0              | 0–0              | 1–0              |                  |
| 2014–15          | UEFA Europa League            | 2ª Clasificatoria | Esbjerg fB               | 1–1              | 0–1              | 1–2              |                  |
| 2015–16          | UEFA Europa League            | 1ª Clasificatoria | Red Star Belgrade        | 2–1              | 2–0              | 4–1              |                  |
| 2015–16          | UEFA Europa League            | 2ª Clasificatoria | Alashkert                | 3–0              | 1–2              | 4–2              |                  |
| 2015–16          | UEFA Europa League            | 3ª Clasificatoria | Aberdeen                 | 2–1              | 1–1              | 3–2              |                  |
| 2015–16          | UEFA Europa League            | Playoff           | Bordeaux                 | 2–1 (a)          | 0–1              | 2–2              |                  |
| 2016–17          | UEFA Europa League            | Clasificatoria 1  | Teuta Durrës             | 5–0              | 1–0              | 6–0              |                  |
| 2016–17          | UEFA Europa League            | Clasificatoria 2  | Maccabi Tel Aviv         | 1–1              | 1–2              | 2–3              |                  |
| 2017-18          | UEFA Europa League            | 1ª Clasificatoria | Atlantas                 | 6–0              | 2–1              | 8–1              |                  |
| 2017-18          | UEFA Europa League            | 2ª Clasificatoria | KF Skënderbeu Korçë      | 1–1              | 0–2              | 1–3              |                  |
| 2018-19          | UEFA Europa League            | 1ª Clasificatoria | Engordany                | 7–1              | 3–0              | 10–1             |                  |
| 2018-19          | UEFA Europa League            | 2ª Clasificatoria | AZ                       | 2–0              | 1–2              | 3–2              |                  |
| 2018-19          | UEFA Europa League            | 3ª Clasificatoria | Sigma Olomouc            | 1–2              | 0–2              | 1–4              |                  |
| 2019-20          | UEFA Europa League            | 1ª Clasificatoria | Široki Brijeg            | 2–1              | 2–1              | 4–2              |                  |
| 2019-20          | UEFA Europa League            | 2ª Clasificatoria | Hapoel Be'er Sheva       | 1–1              | 0–2              | 1–3              |                  |
| 2020-21          | UEFA Europa League            | 1ª Clasificatoria | Noah                     | 4–1              | –                | 4–1              |                  |
| 2020-21          | UEFA Europa League            | 2ª Clasificatoria | Maccabi Haifa            | –                | 1–2              | 1–2              |                  |
| 2021-22          | UEFA Champions League         | 1ª Clasificatoria | Maccabi Haifa            | 2–0              | 1–1              | 3–1              |                  |
| 2021-22          | UEFA Champions League         | 2ª Clasificatoria | Estrella Roja            | 2–1              | 0–5              | 2–6              |                  |
| 2021-22          | UEFA Europa League            | 3ª Clasificatoria | Alashkert                | 0–0              | 2–3              | 2–3 (t. s.)      |                  |
| 2021-22          | UEFA Europa Conference League | Play-off          | Fola Esch                | 3–1              | 4–1              | 7–2              |                  |
| 2021-22          | UEFA Europa Conference League | Grupo H           | Omonia Nicosia           | 0–0              | 0–0              | 4° Lugar         |                  |
| 2021-22          | UEFA Europa Conference League | Grupo H           | Basel                    | 2–3              | 2–4              | 4° Lugar         |                  |
| 2021-22          | UEFA Europa Conference League | Grupo H           | Qarabağ                  | 1–2              | 1–2              | 4° Lugar         |                  |
| 2022-23          | UEFA Europa Conference League | 2ª Clasificatoria | Kisvárda                 | 0-1              | 0-1              | 0-2              |                  |
| 2025-26          | Liga de Campeones de la UEFA  | 1ª Clasificatoria | N. K. Olimpija Ljubljana | 2–0              | 1–1              | 1–3              |                  |
| 2025-26          | Liga de Campeones de la UEFA  | 2° Clasificatoria | Kuopion Palloseura       |                  | 0–2              | 0–2              |                  |

## Otras secciones
El club también tiene un equipo de gran éxito en fútbol sala, el AFC Kairat, que ha sido campeón de Kazajistán entre las temporadas 2003 y 2008 y llegó a las semifinales de la Copa de la UEFA en tres temporadas recientes.